# Сокоринський Ігор Миколайович
Сокоринський Ігор Миколайович (нар. 6 вересня 1972, Чернігів — †11 грудня 2022,  Невельське (Покровський район), Донецька область)  - український військовослужбовець, учасник російсько-української війни, що загинув у ході російського вторгнення в Україну в 2022 році.

## Життєпис
01 червня 1972 року народився в місті Чернігові.
Навчався та закінчив Чернігівську загальноосвітню школу №22 (сьогодні – Чернігівський ліцей №22).
Продовжив отримувати освіту  в ВПУ-15 (Чернігівське вище професійне училище №15 Чернігівської обласної ради).
2002 року  закінчив Борзнянський державний сільськогосподарський технікум, спеціальність «бджільництво».
2007 року завершив здобуття освіти в Київському Національному університеті біоресурсів і природокористування України.
2012 року став Головою громадських організацій Cпілки пасічників Чернігова та області.
З 2016 року, після повернення із зони АТО, став займатися улюбленою справою.  Мав 150 бджолосімей.  Працював над розвитком бджільництва на Чернігівщині, вів просвітницьку роботу й був послідовником учення великого українського бджоляра Петра Прокоповича, ентузіаст своєї справи.
2019 року був обраний Головою садівничого товариства.

## Військова служба
1990 – 1992 – проходив військову службу в лавах Збройних сил СРСР.
2014-му – долучився до оборонців України та протягом двох років регулярно брав безпосередню участь в  антитерористичній операції на сході України.
25 лютого 2022 року Ігор Миколайович, долучився до лав Збройних Сил України, служив на посаді старшого водія розвідувального взводу розвідувальної роти.

## Загибель і поховання
11 грудня 2022 року під час виконання чергового бойового завдання поблизу населеного пункту Невельське на Донеччині Сокоринський Ігор загинув.
23 грудня 2022 року рідні, близькі, друзі та побратими провели воїна в останню путь, вшанувавши його світлу пам’ять у Катерининській церкві.
Місце поховання – кладовище «Яцево».

## Родина
У Ігоря Сокоринського залишилось троє дітей. Старший син Олексій на час загибелі батька також служив у лавах ЗСУ.
12 лютого 2024 року Чернігівщина попрощалася з Олексієм Сокоринським, сином Ігоря, військовослужбовцем 1-ї окремої танкової Сіверської бригади.
Дві трагедії однієї сім'ї: життя за Україну віддали батько та син.